# Ричард Хач
 Тази статия е за американския актьор.  За участника в Сървайвър вижте Ричард Хач (участник в Сървайвър).  
Ричард Хач (на английски: Richard Hatch, на английски фамилията се произнася по-близко до Хеч) е американски актьор, най-известен с ролята на Капитан Аполо в оригиналните серии на Бойна звезда: Галактика, за която получава номинация за Златен глобус и с ролята на Том Зарек във второто въплъщение на Бойна звезда: Галактика.

## Кариера

### Ранна кариера
Започва кариерата си в Репертоарния театър в Лос Анджелис. По-късно участва в няколко пиеси и мюзикъла и получава наградата „Оби“ за участието си в PS Your Cat Is Dead в Чикаго. Взема участие в няколко сапунени опери като Династия, Всичките ми деца и Санта Барбара. Заменя Майкъл Дъглас в сериала Улиците на Сан Франсиско и получава за ролята наградата на немското младежко списание „Браво“. Също така взема участие и в няколко филма, едни от които са: Семейство Хетфийлд и семейство Маккой с Джак Палънс, Ади и кралете на сърцата с Джейсън Робардс, Последната от красавиците със Сюзан Сарандън и култовата класика Завоят на мъртвеца, където играе Жан Бери от музиалната група Жан енд Дийн. През 1975 Хач играе заедно с Дъг Шапен в Най-добри приятели.

### Опитът за възвръщане наБойна звезда: Галактика
Хач е сценарист, втори режисьор и изпълнителен продуцент, на трейлъра на Бойна звезда: Галактика, озаглавен Второ пришествие. Това кара Юнивърсъл Студиос да помисляд за направата на нов сериал, който да бъде продължение на оригиналния от 1978. Оригиналният атьорски състав включвал Джон Коликъс (Балтар), Тери Картър (Полк. Тай) и Джак Стофър (Боджай), които участвали заедно с Хач в трейлъра. Ричард смятал също така, че Дърк Бенедикт е подходящ избор за ролята на Стобърк.
По това време Бойна звезда: Галактика се завръща на телевизионните екрани като ново излъчване, а не като продължение, както е планирал Хач. Той е остро критикуван за този развой на събитията и получава много забележки на своя уебсайт. В същото време обаче получава уважението на Роналд Мур, продуцента на новия сериал, докато участва в Галактикон (честването на 25-ата годишнина на Бойна звезда: Галактика, организирано от Хач) и отговаря на въпросите, зададени от враждебната публика.
През 2004 той пише за вестник Sci-Fi Pulse, че е почувствал недоволството след завръщането на сериите и е станал „уморен и болен... В последните години се бях задълбочил върху продължаването на истоорията и героите... пишейки книги и комикси, който трябваше да са сценарий за завръщането на сериала“. След като получава ролята на Зарек, той казва: „Да призная, че сериите не са моята творба и не принадлежат на мен пеше много тежка борба... Но все пак успях да се примиря с това“.

### Новото излъчване наБойна звезда: Галактика
През 2003 Хач приема поддържаща роля в новия сериал Бойна звезда: Галактика. Той играе Том Зарек, терорист, станал политик, лежал 20 години в затвора за палеж на правителство. Ричард сравнява героя си с Нелсън Мандела и вижда Зарек като примиряващ се със статуквото и работещ за обществото човек. Може би по ирония, Зарек влиза в разгорещен дебат през първия епизод на сериала с Капитан Аполо, игран от Ричард Хач в предишния сериал. Тпой участва по-късно в няколко епизода като гост.
През 2007 Дейнамайт Ентъртеймът Комикс издават комисова поредица, разказваща за Зарек. Тя следва комиксовата поредица, създадена по новото излъчване на Бойна звезда: Галактика. В сериала, Зарек става вицепрезидент на колониите, но във втората половина на четвъртия, последен сезон, той е екзекутиран след неуспешен опит за преврат, с което завършва участието на Хач в сериала.
Ричард Хач е и един от авторите на поредица от книги, която продължава сериала и в нея неговият герой (апитан Аполо) заменя Адама като командир на Галактика.

### Други участия
Хач участва в Затворници на изгубената вселена и космическата опера Голямата война на Магелан, за която написва омиксова поредица и създава компютърна игра. Той работи по поредица от книги на тема Голямата война на Магелан, заедно с един от авторите на Бойна звезда: Галактика, Брад Линуиър.
Също така озвучава и дублира много сериали и филми.

## Личен живот
Извън актьорската си кариера, Хач изнася лекции по актьорско майсторско, самопоказване и международна комуникация. Всяка година участва в San Diego Comic Con International, за да дискутира кариерата си и да покаже бъдещите си проекти.

## Избрана филмография
- „Бойна звезда: Галактика“ (2004-2009) – Том Зарек
- „Ренесанс“ (1994) – Тристан Андерсън
- „Затворници в изгубената вселена“ (1983) – Дан
- „Мисия Галактика“ (1983)
- „Бойна звезда: Галактика“ (1978-1980) – Капитан Аполо
- „Бойна звезда: Галактика“ (1978) – Капитан Аполо
- „Улиците на Сан Франсиско“ (1977-1980) – Инспектор Дан Робинс